# Polostrukturovaný rozhovor
Polostrukturovaný rozhovor (též rozhovor pomocí návodu, polostandardizovaný, částečně řízený rozhovor, anglicky semistructured interview) je metoda kvalitativního sociologického výzkumu. Patří do skupiny výzkumných rozhovorů (neboli interview). Stojí mezi dvěma základními druhy rozhovorů – nestrukturovaným a strukturovaným. Tvůrce rozhovoru má předem připravený návod, nemusí ho ale přesně dodržovat. Tato metoda je často využívaná, protože umožňuje tazateli měnit pořadí otázek a dle situace přidávat další. 

## Charakteristika
Polostrukturovaný rozhovor je verbální dialog dvou osob. Vyznačuje se tím, že jeho autor má připravený návod, neboli kostru témat a otázek, která chce během rozhovoru probrat. Tazatel má možnost se během rozhovoru odklonit od připravených okruhů a v reakci na odpověď zpovídaného se zabývat tím, co v dané chvíli považuje za důležité. Je proto nutné, aby tazatel měl široké znalosti k danému tématu a byl dobře připraven.
Tato metoda se pohybuje na pomezí strukturovaného a nestrukturovaného rozhovoru. Sociolog PhDr. Jiří Reichel, Ph.D., říká, že „kombinuje výhody a minimalizuje nevýhody obou krajních forem rozhovoru, tj. nestrukturovaného a strukturovaného.“ Na rozdíl od přísně strukturovaného rozhovoru nejsou všechny otázky předem dané a v neměnném pořadí. Od nestrukturovaného se liší tím, že si zpovídaný nemůže říkat úplně, co by chtěl a autor má šanci si některé otázky připravit dopředu.

## Postup

### Příprava na rozhovor, tvorba návodu
Návod jsou předem připravená témata a otázky, která je nutné během rozhovoru projít. Pomáhá vést linku rozhovoru a zajišťuje, aby se dostalo na všechny důležité otázky.
Hendl ve čtyřech bodech ukazuje vhodný postup k vytvoření návodu a dobré přípravě na interview:
1. Navrhnout si obecné téma a potom si vypsat všechny podtémata a okruhy otázek, které nás budou zajímat.
2. Uspořádat si témata dle logického pořadí a důležitosti. Hendl doporučuje nechat citlivá témata až ke konci rozhovoru.
3. Rozmyslet si pořadí a formování otázek.
4. Promyslet si navazující hloubkové a sondážní otázky.

Na polostrukturované interview by měl mít tazatel připraven soubor otázek s otevřeným koncem, tedy otázek, na které musí dotazovaný poskytnout komplexní odpověď. Užívat takzvané ano/ne otázky není vhodné. Otázky by měly být dobře promyšlené, autor rozhovoru by měl mít popřípadě připraveno více forem jednoho dotazu.

### Vedení rozhovoru
Pro hladký průběh rozhovoru se ukazuje jako příhodné, pokud má tazatel předem připraveny úvodní otázky, nebo alespoň ty z nich, jež slouží prolomení ledů (tzv. icebreakers), neboť se z výzkumné praxe jeví jako velice důležité navození atmosféry, v níž se dotazovaný cítí nejen příjemně, ale také bezpečně. Jako nejvhodnějším způsob zaznamenávání polostrukturovaného rozhovoru je nahrávat jej, a simultánně k tomu vypracovávat poznámky, je však vždy třeba mít na paměti, že jakýkoli způsob záznamu, zejména pak ten spojený s audiovizuálním nahrávání dotazovaného může vést ke změnám a zkreslením v jeho výpovědi. Nahrávání umožňuje tazateli plné soustředění na dotazovaného a jeho odpovědi, neboť se může vždy k zaznamenanému materiálu vrátit. Tazatel však musí být před začátkem interview dotazovaného upozorně a doptán, zda mu nahrávání rozhovoru, jež je nutně spojeno i s jeho uchováváním a následným užitím ve výzkumné práci, nevadí. Tazatel při rozhovoru postupuje dle předem vytvořeného návodu, přičemž v případě potřeby přidává další otázky. Jako klíčové se ukazuje také správné ukončení interview správně tazatelem – Zorn například doporučuje ukončit rozhovor otázkou, jež dává dotazovanému prostor pro to, aby se zeptal, na jakoukoli otázku spojenou se zkoumaným tématem, případně k rozhovoru sám doplnit dle jeho názoru relevantní informace.

## Výhody a nevýhody

### Výhody
Výhody polostrukturovaného rozhovoru jsou především flexibilita, možnost reagovat na subjekt a využít jeho osobnostních specifik. Verbální komunikace mezi tazatelem a subjektem je snadnější a přirozená. Rozhovor může jít značně do hloubky tématu, zároveň se ale drží předepsaných osnov a je proto přehledný. Je zde větší možnost zobecnění a následného aplikování poznatků na širší část populace než u rozhovoru nestrukturovaného.

### Nevýhody
Nevýhody jsou především časová a psychická náročnost. Tazatel musí dobře a podrobně znát téma a musí být schopný aktivně reagovat na subjekt. Při zobecňování poznatků a následné aplikaci je potřeba ověřit, že se u různých dotazovaných jedná o stejné skutečnosti (pouze vyjádřené jiným způsobem), je třeba zajistit srovnatelnost sledovaných kategorií.

## Použití a uplatnění
Metoda rozhovoru se používá při kvalitativním výzkumu například v těchto oborech: sociologie, psychologie, sociální psychologie, antropologie, pedagogika, andragogika, etnografie. Polostrukturovaný rozhovor je v kvalitativním výzkumu poměrně hojně využívaná metoda, je to optimální způsob získávání dat. Podle Bernarda (1988) je nejvhodnější použít tento typ interview, když se zpovídaným mluvím pouze jednou.